# Высшая симметрия
Вы́сшая симме́трия (обобщённая симметрия) — одно из фундаментальных понятий раздела математики — группового анализа.

## Определение
Высшую симметрию k-го порядка для дифференциального уравнения в частных производных вида
{\displaystyle u_{t}=f(u,u_{x},u_{xx},...),\,(1)}
можно определить как уравнение вида
{\displaystyle u_{\tau }=\omega (u,u_{x},u_{xx},...,u_{k}),\,(2)}
такое, что дифференцирование уравнения {\displaystyle (1)} по {\displaystyle \tau } дает верное тождество:
{\displaystyle (u_{t}-f)_{\tau }|_{u_{t}=f}=0.\,(3)}
Иначе говорят, что дифференцирование {\displaystyle (1)} в силу уравнения {\displaystyle (2)} дает верное тождество.
Вспомогательная независимая переменная {\displaystyle \tau } является аналогом группового параметра {\displaystyle a} в классических симметриях.
Легко показать, что условие {\displaystyle (3)} можно записать в симметричном виде:
{\displaystyle (u_{t})_{\tau }=(u_{\tau })_{t}.\,(4)}
Для вычисления высших симметрий удобно применить оператор рекурсии. Например, уравнение Бюргерса
{\displaystyle u_{t}=u_{xx}+2uu_{x}}
допускает оператор рекурсии
{\displaystyle R=D_{x}+u+u_{1}D_{x}^{-1}.}
Важным вопросом при исследовании интегрируемости дифференциального уравнения является наличие бесконечной иерархии высших симметрий. Очень часто это свойство принимается за определение интегрируемого
уравнения. Такое определение настолько эффективно, что позволяет классифицировать интегрируемые уравнения и отвечать на вопрос,
является ли заданное уравнение интегрируемым.